# 小酒部さやか
小酒部 さやか（おさかべ さやか、1977年5月29日 - ）は、日本の起業家、経営者、政治家。株式会社natural rights代表取締役。NPO法人マタハラNet～マタニティハラスメント対策ネットワーク～創設者、元代表理事。

## 来歴
- 1996年3月 - 桐蔭学園高等学校卒業。
- 1999年3月 - 明治学院大学法学部法律学科中退。4月、すいどーばた美術学院予備校（奨学金生採用）。
- 2001年4月 - 多摩美術大学美術学部グラフィックデザイン学科入学。
- 2005年
  - 3月 - 多摩美術大学美術学部グラフィックデザイン学科卒業。
  - 4月 - アサツー ディ・ケイクリエイティブ職アートディレクターとして採用。商品開発、平面広告、パッケージデザイン、CF制作に従事。
- その後、転職した会社で、契約社員として雑誌の編集業務に従事する中、マタニティハラスメントの被害に遭う。
- 2014年7月 - マタハラNet～マタニティハラスメント対策ネットワーク～設立。他の被害者女性や会の趣旨に賛同してくれるメンバーとともに立ち上げ、代表を務める。マタハラ被害者の情報を収集し、マタハラの実態について調査・分析を行う他、マタハラの理解を促進するために企業のトップ層や人事、管理職の他、キャリア形成に悩む女性を対象に講演活動を行う。
- 2015年 - アメリカの外交問題評議会（CFR）が発行する外交・国際政治専門の隔月発行政治雑誌「フォーリン・アフェアーズ(Foreign Affairs)」に活動が掲載される[1]。国際平和や社会正義、倫理問題を研究する機関「カーネギー・カウンシル」の研究員に取材を受けるなど、世界的に注目を浴びる[要出典]。
  - 3月 - 米国務省の国際勇気ある女性賞を受賞（10人の受賞者の一人）。
- 2015年6月 - 「2015 ACCJウィメン・イン・ビジネス・サミット」にて安倍晋三首相とともに登壇[2][3]。
- 2016年12月 - 株式会社natural rights設立、代表取締役に就任。

### 政治家として
2018年12月25日に横浜市会議員選挙の自由民主党候補予定者（青葉区）として、同党神奈川県連が公認。2019年4月の横浜市議会議員選挙では8,039票を獲得するも定数7人中7位に50票差の次点で落選した。2023年4月9日執行の横浜市議会議員選挙では10,185票を獲得し、定数7人中7位で初当選。

## 著書
- 『マタハラ問題』筑摩書房、2016年。ISBN 978-4480068729。
- 『ずっと働ける会社　マタハラなんておきない先進企業はここがちがう！』花伝社、2016年。ISBN 978-4763407986。

## メディア出演
- AERA 2015年10月12日号（表紙）

## 受賞歴
- 2015年 米国務省「世界の勇気ある女性賞」（女性の地位向上などへの貢献をたたえる）[7]